# Wavre (La Tène)
Wavre (toponimo francese) è una frazione del comune svizzero di La Tène (Canton Neuchâtel).

## Geografia fisica
Wavre si trova a nord del lago di Neuchâtel.

## Storia
Già comune autonomo che si estendeva per 1,31 km², nel 1888 fu accorpato all'altro comune soppresso di Thielle per formare il nuovo comune di Thielle-Wavre, il quale a sua volta il 1º gennaio 2009 è stato aggregato all'altro comune soppresso di Marin-Epagnier per formare il nuovo comune di La Tène.

## Società

### Evoluzione demografica
L'evoluzione demografica è riportata nella seguente tabella:
Abitanti censiti